# أس أم يو-132
أس أم يو-132 غواصة يو ألمانية من فئة يو 127 في البحرية الإمبراطورية (بالألمانية: Kaiserliche Marine)‏ خلال الحرب العالمية الأولى. تم طلب الغواصة في 27 مايو 1916 ووضعت في وقت لاحق. في نهاية الحرب العالمية الأولى، كانت الغواصة مكتملة من 80 إلى 90٪ فقط؛ لو كانت قد اكتملت وتم تكليفها في البحرية الإمبراطورية الألمانية لكانت معروفة باسم أس أم يو-132  تم تفكيكها في مكان ما بين 1919 و 1920.

## قائمة المراجع
- Gröner، Erich؛ Jung، Dieter؛ Maass، Martin (1991). U-boats and Mine Warfare Vessels. London: Conway Maritime Press. ج. 2. ISBN:0-85177-593-4. {{استشهاد بكتاب}}: |عمل= تُجوهل (مساعدة)